# دنیل برادبری
دنیل برادبری (به انگلیسی: Danielle Bradbery) با نام کامل دنیل سیمون برادبری (به انگلیسی: Verónica Romero Sotoca)(زاده ۲۳ ژوئیهٔ ۱۹۹۶) خواننده آمریکایی است.